# Distretto di Xinghualing
Il distretto di Xinghualing (杏花岭区S, Xìnghuālǐng QūP) è un distretto della Cina, situato nella provincia dello Shanxi e amministrato dalla prefettura di Taiyuan.